# Óþoli
Óþoli är en bergstopp i republiken Island. Den ligger i regionen Västfjordarna, 220 km norr om huvudstaden Reykjavík. Toppen på Óþoli är 697 meter över havet.
Trakten runt Óþoli är nära nog obefolkad, med mindre än två invånare per kvadratkilometer. Närmaste större samhälle är Suðureyri, omkring 18 kilometer nordost om Ótholi. Trakten runt Ótholi består i huvudsak av gräsmarker.